# Laredo (Spanyolország)
Laredo egy kisváros, egyben egy község Spanyolországban, Kantábria autonóm közösségben. Laredo Santoña, Escalante, Bárcena de Cicero, Colindres, Limpias és Liendo községekkel határos. Lakosainak száma 10 752 fő (2024).

## Népesség
A település népessége az elmúlt években az alábbi módon változott:
| Lakosok száma | 12 584 | 12 825 | 12 835 | 12 591 | 12 094 | 11 800 | 9347 | 11 025 | 10 967 | 10 752 |
|               | 2001   | 2004   | 2007   | 2009   | 2012   | 2014   | 2017 | 2019   | 2022   | 2024   |